# Murs de Benin City
Les murs de Benin City étaient un ensemble architectural composé de murs et de douves, nommé Iya Benin en langue yoruba, érigé à l'époque du royaume du Bénin ; il compartimentait Benin City (anciennement Edo, dans l'actuel État d'Edo, au Nigeria) et ses environs. Il est considéré comme l'une des plus grandes constructions artificielles par sa longueur et le plus grand ouvrage en terre du monde, plus grand que son homologue, l'Eredo de Sungbo. Il délimitait une emprise de 6 500 km2. La longueur combinée des murs, dont la plupart se situaient hors de la cité, était supérieure à 16 000 km. Sa construction fut commencée vers 800 apr. J.-C. et se poursuivit jusqu'au milieu du XVe siècle.
L'ensemble formait « un nid d'abeilles de terrassement linéaire définissant un territoire plutôt que des fortifications défensives. Cela suggère que Benin City aurait été à l'origine un ensemble de petites localités, chacune ayant porté allégeance au roi, mais possédant chacune des terres agricoles entourées de leurs propres murs et fossés. »

## Description
Les murs étaient construits avec des fossés et des digues ; le fossé était creusé pour former une douve intérieure et la terre excavée servait à ériger le mur. Les murs n'étaient pas des « remparts » mais des terrassements linéaires dont la vocation défensive n'est pas assurée.
Les murs de Benin City furent détruits par les Britanniques à l'occasion de l'expédition punitive britannique au Bénin, en 1897. Des fragments de la structure subsistent à Edo, dont la majeure partie sert à des constructions locales. Ce qui reste du mur continue à être démoli à cause du développement immobilier.
Les murs de Benin City furent la plus grande construction artificielle en terre de la planète à l'époque pré-mécanisation : « Ils s'étendent sur 16 000 km au total, en une mosaïque de plus de 500 zones d'habitat, délimitée et interconnectées. Les murs enclosent 2 510 sq. miles (6 500 kilomètres carrés) et ont tous été creusés par le peuple Edo. En tout, ils sont quatre fois plus longs[Passage contradictoire] de la Grande Muraille de Chine et ont nécessité cent fois plus de matériaux que la grande Pyramide de Khéops. Il a fallu environ 150 millions d'heures pour les construire, et ils sont peut-être le plus grand phénomène archéologique de la planète,. »
L'ethnomathématicien Ron Eglash a traité de la disposition de la ville en utilisant la notion de fractale, non seulement pour la cité elle-même mais aussi pour les pièces des habitations. Il écrit que « lorsque les Européens vinrent en Afrique, ils considérèrent l'architecture comme très peu organisée et donc primitive. Ils ne se sont jamais rendu compte que les Africains utilisaient une forme de mathématique qu'ils n'avaient eux-mêmes pas encore découverte,. »
Un capitaine portugais décrivit la cité en 1691 : « Le Grand Benin, où réside le roi, est plus grand que Lisbonne ; toutes les rues sont droites à perte de vue. Les maisons sont grandes, notamment celle du roi, laquelle est richement décorée et dotée de fines colonnes. La ville est riche et industrieuse. Elle est si bien gouvernée que le vol est inconnu et les gens vivent dans une telle sécurité qu'ils n'ont pas de portes à leurs maisons. »

## Protection
L'ensemble a été inscrit, avec celui de l'Eredo de Sungbo, sur la liste indicative du patrimoine mondial de l'UNESCO en 1995.

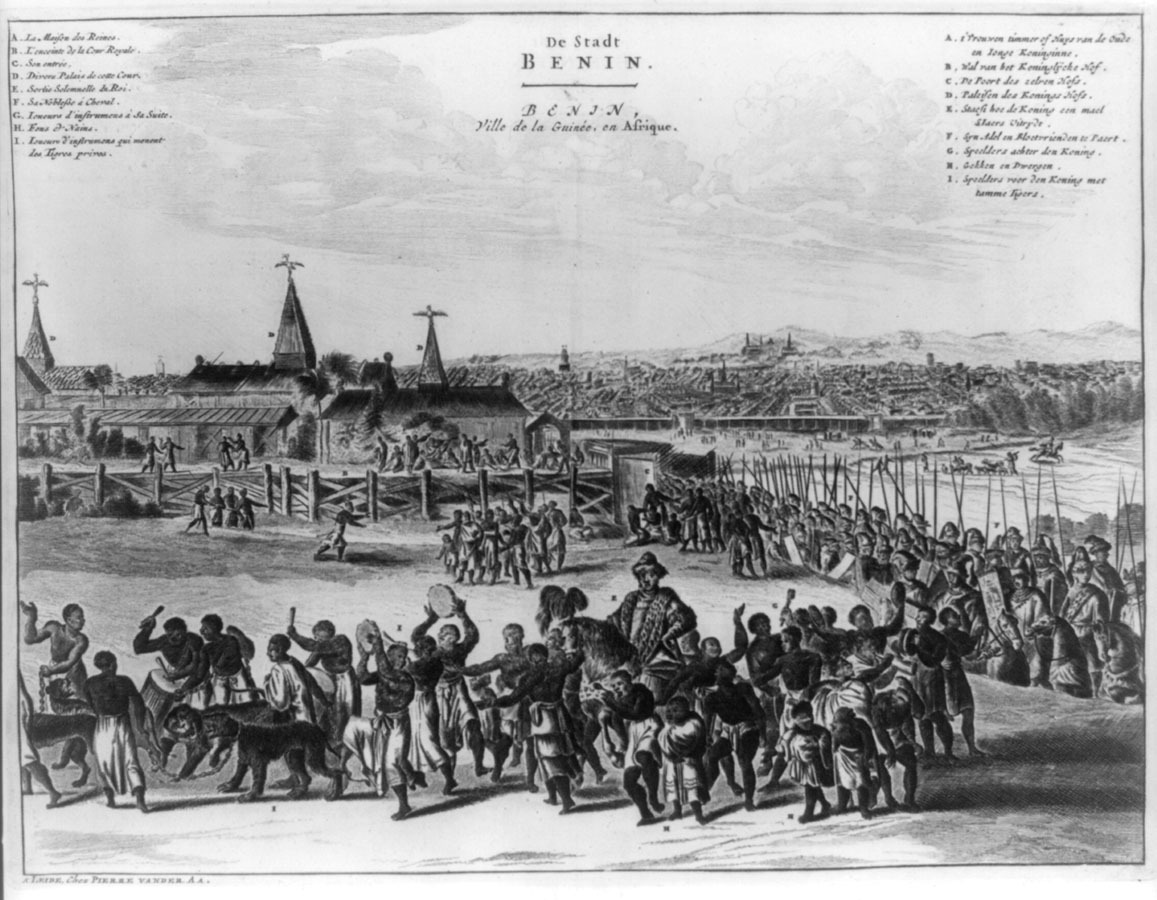
Benin City au XVIIe siècle.
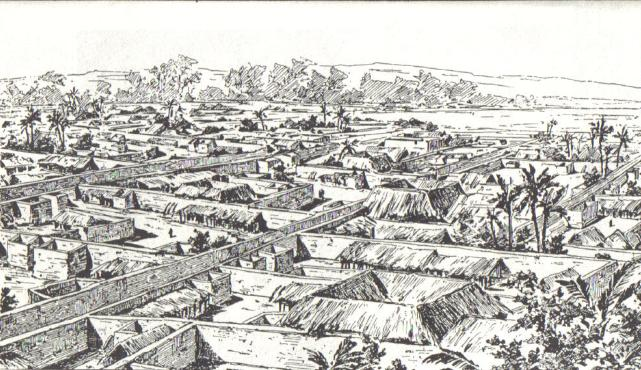
Benin City en 1897.

### Citations originales
1. ↑  (en) « They extend for some 160 km in all, in a mosaic of more than 500 interconnected settlement boundaries. They cover 2,510 sq. miles (6,500 square kilometres) and were all dug by the Edo people. In all, they are four times longer than the Great Wall of China, and consumed a hundred times more material than the Great Pyramid of Cheops. They took an estimated 150 million hours of digging to construct, and are perhaps the largest single archaeological phenomenon on the planet. »
2. ↑  (en) « When Europeans first came to Africa, they considered the architecture very disorganised and thus primitive. It never occurred to them that the Africans might have been using a form of mathematics that they hadn’t even discovered yet. »